# Beslan
Beslan (ruski: Беслан) je grad u ruskoj republici Sjevernoj Osetiji-Alaniji. 2002. u Beslanu živi oko 33.600 stanovnika činivši ga tako trećim gradom po veličini Sjeverne Osetije poslije Vladikavkaza i Mozdoka.
Grad su 1847. godine osnovali stanovnici pridošli iz različitih dijelova Osetije pod imenom Beslanykau. Od četrdesetih godina dvadesetog stoljeća grad ima industrijsku i poljoprivrednu važnost.
Poznat je u svijetu nakon 1. rujna 2004. kada su čečenski teroristi zauzeli jednu beslansku srednju školu s više od tisuću taoca. Talačka kriza završila je tragično 3. rujna s 331 poginulim.